# Источни блок
Источни блок, ређе Комунистички блок или Совјетски блок, назив је који се користи за групу комунистичких држава која је у другој половини 20. века постојала у данашњој централној и источној Европи. Чинио га је Совјетски Савез и државе где су у неколико година након завршетка Другог светског рата успостављени социјалистички или просовјетски режими — Пољска, Чехословачка, Мађарска, Румунија, Бугарска те Немачка Демократска Република (настала од совјетске окупационе зоне у пораженој Немачкој).
Блоку су од почетка припадале и Југославија и Албанија, али су обе изашле из Источног блока - Југославија због раскола Тита са Стаљином 1948. године, а Албанија зато што се током кинеско-совјетског раскола определила за маоистичку НР Кину.
Блок је у формалном смислу био организован преко економске организације Савет за узајамну економску помоћ (СЕВ), успостављене 1949. године, те војне организације Варшавског пакта, успостављене 1955. године.

## Престанак постојања
Блок је де факто престао да постоји након револуција 1989. године, када су у земљама источне Европе успостављени антисовјетски и антикомунистички режими, односно непосредно пред распад Совјетског Савеза 1991. године.

## Проширено значење
Понекад се у Источни блок убрајају и неевропске земље које су током Хладног рата биле у чврстом политичком савезу, односно идеолошки блиске Совјетском Савезу, као што су Вијетнам, Куба, Јужни Јемен и Етиопија. За њих се понекад користи израз Други свет.